# Intelsat 33e
O Intelsat 33e (IS-33e) era um satélite de comunicação geoestacionário que foi construído pela Boeing Satellite Systems. Ele esteve localizado na posição orbital de 60 graus de longitude leste e era operado pela Intelsat. O satélite foi baseado na plataforma BSS-702MP e sua expectativa de vida útil era de 15 anos.

## História
A Intelsat SA contratou em maio de 2013, a Boeing Satellite Systems para construir o satélite Intelsat 33e (IS-33e) como o primeiro de um novo pacote de quatro satélites. O Intelsat 33e foi posicionado a 60 graus de longitude leste para substituir o satélite Intelsat 904.
O IS-33e tinha uma alta taxa de transferência em carga de banda C e Ku para o sistema Intelsat Epic. A carga era alimentada por duas asas solares, cada um com quatro painéis de células solares de tripla junção de arsenieto de gálio.
Às aproximadamente 04:30 de 19 de outubro de 2024 UTC, o Comando Espacial dos EUA informou que o satélite havia se fragmentado em cerca de 20 pedaços em órbita. Desde então, foram detectados pelo menos 57 pedaços de detritos espaciais associados ao evento. A Intelsat declarou o satélite como perda total em 21 de outubro de 2024.

## Lançamento
O satélite foi lançado ao espaço com sucesso no dia 24 de agosto de 2016, às 22:17 UTC, por meio de um veiculo Ariane 5 ECA da empresa francesa Arianespace, a partir do Centro Espacial de Kourou na Guiana Francesa, juntamente com o satélite Intelsat 36. Ele tinha uma massa de lançamento de 6.600 kg.